# Fondmetal GR02
Az Fondmetal GR02 egy Formula–1-es versenyautó, melyet a Fondmetal csapat tervezett és versenyeztetett az 1992-es Formula–1 világbajnokságban. Pilótái Andrea Chiesa és Gabriele Tarquini voltak, valamint később az előbbit váltó Eric van de Poele. Habár az autó ígéretesnek tűnt, nem szállított jó eredményeket, és a pénzügyi gondokkal küzdő csapat az olasz nagydíj után visszalépett.

## Áttekintés
A Fondmetal Fomet 1 sikertelensége és az azt tervező Fomet céggel való nézeteltérések miatt Gabriele Rumi úgy döntött, hogy felbontja a velük kötött megállapodást. Eredetileg a Tom Walkinshaw Racinget kérte volna fel, hogy tervezze meg az új autójukat, végül pedig Sergio Rinland Astauto nevű cégével állapodott meg. Rinland tervezte korábban a Brabham BT60 versenyautót, és ez volt az első munkája az Astauto kötelékében. Mivel a szerződés túl későn jött létre, így az új autó nem készülhetett el az 1992-es idénynyitóra, ezért eleinte még az elődmodell átalakított változatával versenyeztek. Abba és az új autóba is a mintegy száz lóerővel erősebb Ford HB erőforrások kerültek.
Az autó végül 1992 májusában gurulhatott pályára a fioranói tesztpályán. Sok tekintetben hasonlított a Brabham BT60-ra, de egyszerűbb volt annál: új váltót és dupla rezgéscsillapítót kapott elöl-hátul. Aerodinamikailag kidolgozottabb lett az orrkúp, az első szárny pedig fordított V-alakú lett annak érdekében, hogy több levegő kerüljön a padlólemez alá, a diffúzorhoz.
Először Kanadában versenyezhettek vele, amit a sajtó is izgatottan várt, lévén a szép kialakítás mellé ígéretes tempó járult. A kevés tesztlehetőség azonban megbosszulta magát, mert a jó tempóhoz továbbra is csapnivaló megbízhatóság járult.
Kanadában Tarquini vezethette először az autót. Egész hétvégén gondjai voltak a megbízhatósággal, és a rajt után az első körben meg is állt alatta. A francia nagydíjon Chiesa is vezethette volna, de a rajt után egy csúnya balesetben összetörte azt. Tarquini elkerülte a galibát és viszonylag jó tempót diktált, ám a hatodik körben elszakadt a gázpedál bovdenje, ezért fel kellett adnia a futamot. A brit nagydíjon tartalék autó hiányában Chiesa a GR01-essel vett részt, Tarquini viszont végre behozta az autót a 14. helyen. Szépen teljesített, mert a mögötte haladó Pierluigi Martini előtt végzett egy körrel, és a nyolcadik leggyorsabb időt autózta meg (gyorsabbat, mint Ivan Capelli a Ferrarival vagy Mika Hakkinen a Lotusszal). A német nagydíjon is a legjobb tíz között autózott, de műszaki hiba miatt meg kellett állnia. A magyar nagydíjra kirúgták Chiesát, a helyére Eric van de Poele ült be. Ezen a futamon mindkét pilóta versenye véget ért már az elején egy-egy baleset miatt.
A rengeteg autótörés és a megbízhatósági gondok miatt a Fondmetal rossz pénzügyi helyzetbe került, és alig maradt tartalék alkatrészük a belga nagydíjra. Ennek ellenére mindkét pilóta rajthoz állt, és van de Poele egy impresszív tizedik helyen hozta be az autót. Ez azonban nem jelentett megváltást a csapatnak, amely olyan rossz helyzetben volt, hogy a következő, olasz nagydíjon már alig tudtak körözni. Van de Poele kuplunghibával már a rajtnál kiesett, Tarquini pedig váltóhiba miatt féltávnál. Ez volt a csapat hattyúdala, mert pénzhiány miatt a futam után visszaléptek.
Ugyan már tervezés alatt állt a csapat új autója, a Fondmetal GR03, ez soha nem készülhetett el. A csapat szellemi tulajdonát 1994-ben a Forti vásárolta fel, az 1995-ben bemutatott Forti FG01 így részben ennek az autónak az alapjain nyugodott.

## Eredmények
| Év   | Csapat           | Kasztni | Motor   | Gumik | Pilóták           | 1   | 2   | 3   | 4   | 5   | 6   | 7   | 8   | 9   | 10  | 11  | 12  | 13  | 14  | 15  | 16  | Pontok | Helyezés |
| ---- | ---------------- | ------- | ------- | ----- | ----------------- | --- | --- | --- | --- | --- | --- | --- | --- | --- | --- | --- | --- | --- | --- | --- | --- | ------ | -------- |
| 1992 | Fondmetal F1 SpA | GR01    | Ford HB | G     |                   | RSA | MEX | BRA | ESP | SMR | MON | CAN | FRA | GBR | GER | HUN | BEL | ITA | POR | JPN | AUS | 0      | -        |
| 1992 | Fondmetal F1 SpA | GR01    | Ford HB | G     | Andrea Chiesa     |     |     |     |     |     |     |     | KI  |     | NK  |     |     |     |     |     |     | 0      | -        |
| 1992 | Fondmetal F1 SpA | GR01    | Ford HB | G     | Eric van de Poele |     |     |     |     |     |     |     |     |     |     | KI  | 10  | KI  |     |     |     | 0      | -        |
| 1992 | Fondmetal F1 SpA | GR01    | Ford HB | G     | Gabriele Tarquini |     |     |     |     |     |     | KI  | KI  | 14  | KI  | KI  | KI  | KI  |     |     |     | 0      | -        |

## Forráshivatkozások
1. ↑  A Fondmetal-sztori… (magyar nyelven). Napi F1 sztori, 2020. március 29. (Hozzáférés: 2025. február 3.)
2. ↑  F1rejects.com (amerikai angol nyelven). F1rejects.com, 2024. december 9. (Hozzáférés: 2025. február 3.)
3. ↑  1990-1992 | Sergio Rinland Consulting. web.archive.org, 2015. január 10. (Hozzáférés: 2025. február 3.)
4. ↑  Latest Formula 1 Breaking News - Grandprix.com. www.grandprix.com. (Hozzáférés: 2025. február 3.)